# Sarina
Sarina – miasto w Australii, w stanie Queensland.